# Snopes
Snopes, abans coneguda com a Urban Legends Reference Pages (pàgines de referència de les llegendes urbanes), afirma ser un dels primers llocs web de verificació de fets en línia. Ha estat qualificada com a "referència ben coneguda per resoldre mites i rumors" a Internet. També se l'ha considerat com una font per a validar i desestimar llegendes urbanes i històries similars en la cultura popular nord-americana.